# Kierniczki
Kierniczki (ukr. Кринички) – wieś na Ukrainie, w  obwodzie iwanofrankiwskim, w rejonie kołomyjskim.